# 庙山站
庙山站，位于中华人民共和国湖北省武汉市江夏区江夏大道，是武咸城际铁路上的火车站，于2013年12月28日启用营运，由中国铁路武汉局集团管辖。原计划中武汉轨道交通9号线亦会经过本站。

## 歷史
- 2013年12月28日通车启用[2]。

## 車站周邊
- 武昌理工学院
- 武商培训学院
- 梅南山居

## 外部連結
- 中国铁路客户服务中心（页面存档备份，存于）